# Tadeusz Jedynak (związkowiec)
Tadeusz Janusz Jedynak (ur. 16 kwietnia 1949 w Niesadnej, zm. 31 maja 2017 w Sosnowcu) – polski polityk, działacz związkowy, opozycjonista w okresie PRL, poseł na Sejm I i II kadencji.

## Życiorys
Syn Tadeusza i Stefanii. Ukończył w 1970 Technikum Budowlane w Płocku. W latach 1972–1981 pracował w Kopalni Węgla Kamiennego „Manifest Lipcowy” w Jastrzębiu-Zdroju. W 1980 był wiceprzewodniczącym Międzyzakładowego Komitetu Strajkowego i jednym z liderów śląskiej „Solidarności”. W stanie wojennym został internowany na okres od 13 grudnia 1981 do 23 grudnia 1982. Po zwolnieniu działał w podziemiu, pełnił funkcję przewodniczącego regionu śląsko-dąbrowskiego i członka Tymczasowej Komisji Koordynacyjnej związku. W czerwcu 1985 został aresztowany, zwolniono go we wrześniu 1986 na mocy amnestii. Podjął pracę w przedsiębiorstwie budowlanym w Żorach.
Sprawował mandat posła I kadencji z listy NSZZ „Solidarność” i II kadencji z listy Unii Pracy (zasiadał w Komisji Administracji i Spraw Wewnętrznych). Od 1998 pracował w różnych spółkach, od 2003 prowadził wraz z żoną działalność gospodarczą.
W wyborach parlamentarnych w 2001 bez powodzenia kandydował do Senatu z ramienia KWW Od Raciborza do Mikołowa, a w przedterminowych wyborach w 2007 do Sejmu z listy Platformy Obywatelskiej w okręgu rybnickim. W wyborach parlamentarnych w 2011 ponownie bez powodzenia ubiegał się o mandat senatora, tym razem kandydując z ramienia PSL i zajmując 7. miejsce wśród ośmiu kandydatów.
Pochowany na cmentarzu parafialnym w Żorach.
Jest bohaterem publikacji Jarosława Józefa Szczepańskiego pt. O strajku, „Manifeście Lipcowym”, Jastrzębiu i tym, co się tam działo do stanu wojennego opowiada Tadeusz Jedynak (Fundacja Instytut Kultury Popularnej, Poznań 2021, ISBN 978-83-960454-4-7).

## Odznaczenia
W 1988 został odznaczony przez prezydenta RP na uchodźstwie Krzyżem Kawalerskim Orderu Odrodzenia Polski. W 2006 otrzymał Krzyż Komandorski tego orderu. W 2015 otrzymał Krzyż Wolności i Solidarności.